# Municipio de Orient (Míchigan)
El municipio de Orient (en inglés: Orient Township) es un municipio ubicado en el condado de Osceola en el estado estadounidense de Míchigan. En el año 2010 tenía una población de 773 habitantes y una densidad poblacional de 8,43 personas por km².

## Geografía
El municipio de Orient se encuentra ubicado en las coordenadas 43°51′36″N 85°8′47″O / 43.86000, -85.14639. Según la Oficina del Censo de los Estados Unidos, el municipio tiene una superficie total de 91.73 km², de la cual 90,14 km² corresponden a tierra firme y (1,73 %) 1,59 km² es agua.

## Demografía
Según el censo de 2010, había 773 personas residiendo en el municipio de Orient. La densidad de población era de 8,43 hab./km². De los 773 habitantes, el municipio de Orient estaba compuesto por el 98,45 % blancos, el 0,13 % eran afroamericanos, el 0,39 % eran amerindios, el 0,13 % eran de otras razas y el 0,91 % eran de una mezcla de razas. Del total de la población el 1,55 % eran hispanos o latinos de cualquier raza.